# サン・マルティーノ・ブオン・アルベルゴ
サン・マルティーノ・ブオン・アルベルゴ（伊: San Martino Buon Albergo）は、イタリア共和国ヴェネト州ヴェローナ県にある、人口約16,000人の基礎自治体（コムーネ）。

## 地理

### 位置・広がり

#### 隣接コムーネ
隣接するコムーネは以下の通り。
- カルディエーロ
- ラヴァーニョ
- メッツァーネ・ディ・ソット
- サン・ジョヴァンニ・ルパトート
- ヴェローナ
- ゼーヴィオ

### 気候分類・地震分類
気候分類では、zona E, 2371 GGに分類される。
また、イタリアの地震リスク階級 (it) では、zona 2 (sismicità media) に分類される。

## 行政

### 分離集落
サン・マルティーノ・ブオン・アルベルゴには、以下の分離集落（フラツィオーネ）がある。
- Acquagrossa,Casette, Marcellise, Mambrotta, Case Nuove, Ferrazze, Borgo della Vittoria

## 姉妹都市
- Voitsberg、オーストリア